# Longelse Sogn

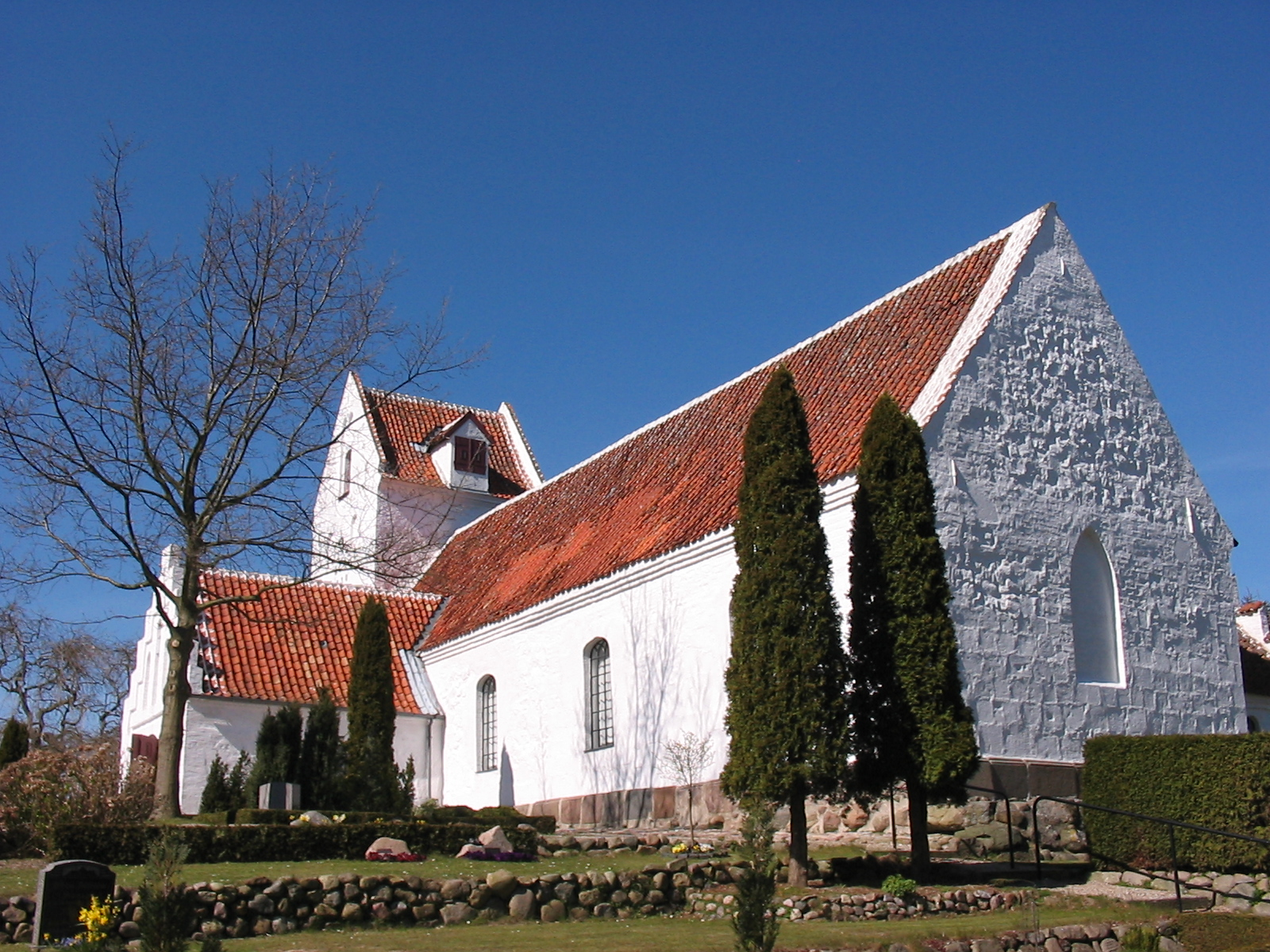
Longelse Kirke

Longelse Sogn ist eine Kirchspielsgemeinde (dän.: Sogn)
auf der Insel Langeland im Großen Belt im südlichen Dänemark.
Bis 1970 gehörte sie zur Harde Langelands Sønder Herred im damaligen Svendborg Amt, danach zur Rudkøbing Kommune im
Fyns Amt, die im Zuge der  Kommunalreform zum 1. Januar 2007 in der
Langeland Kommune in der Region Syddanmark aufgegangen ist.
Im Kirchspiel leben 537 Einwohner (Stand: 1. Januar 2023).
Im Kirchspiel liegt die Kirche „Longelse Kirke“.
Nachbargemeinden sind im Norden Tullebølle Sogn, im Nordwesten Simmerbølle Sogn, im Westen Skrøbelev Sogn und im Südwesten Fuglsbølle Sogn.